# Поцхо
Поцхо (груз. ფოცხო) — село в Грузии, на территории Сенакского муниципалитета края (мхаре) Самегрело-Верхняя Сванетия.

## География
Село находится в западной части Грузии, на левом берегу реки Шебе (бассейн Риони), на расстоянии приблизительно 15 километров (по прямой) к северо-северо-востоку от города Сенаки, административного центра муниципалитета. Абсолютная высота — 119 метров над уровнем моря.

## Население
По результатам официальной переписи населения 2014 года в Поцхо проживало 776 человек (388 мужчин и 388 женщин). В национальной структуре населения грузины составляли 100 %.
| Год  | Население, человек |
| ---- | ------------------ |
| 2002 | 1035               |
| 2014 | ↘ 776              |